# I (латиниця)
I, i («і») — дев'ята літера латинського алфавіту, присутня в усіх графічних системах на його основі. Ідентична графічно кириличній І, з якою має й аналогічне фонетичне значення.

## Походження
Походить від давньогрецької літери Ι, ι («йота»).

## Способи кодування
В Юнікоді велика I записується U+0049, а мала i — U+0069.
Код ASCII для великої I — 73, для малої i — 105; або у двійковій системі 01001001 та 01101001, відповідно.
Код EBCDIC для великої I — 201, для малої i — 137.
NCR код HTML та XML — «I» та «i» для великої та малої літер відповідно.
| Фонетичний алфавіт НАТО   | Фонетичний алфавіт НАТО | код Морзе                      | код Морзе    |
| India                     | India                   | ··                             | ··           |
|                           |                         |                                | ⠊            |
| Морський прапорний сигнал | Семафорна абетка        | Американська мова жестів (ASL) | Шрифт Брайля |